# إعصار كروسفاير (تحقيق مكتب التحقيقات الفيدرالي)
إعصار كروسفاير (Crossfire Hurricane) كان الاسم الرمزي للتحقيق الاستخباراتي المضاد الذي أجراه مكتب التحقيقات الفيدرالي (FBI) من 31 يوليو 2016 إلى 17 مايو 2017، حول الروابط بين حملة دونالد ترامب الرئاسية وروسيا، وما إذا كان أفراد مرتبطون بحملته الرئاسية يتعاونون، عن قصد أو دون قصد، مع جهود الحكومة الروسية للتدخل في الانتخابات الرئاسية الأمريكية لعام 2016. لم يكن ترامب نفسه تحت التحقيق حتى مايو 2017، عندما أثارت إقالته لمدير مكتب التحقيقات الفيدرالي جيمس كومي شكوكًا حول عرقلة العدالة، مما أدى إلى بدء تحقيق مولر.
تم فتح التحقيق رسميًا في 31 يوليو 2016، وذلك في البداية بسبب معلومات حول عضو حملة ترامب جورج بابادوبولوس، الذي أشار مبكرًا إلى أن الروس يمتلكون مواد مُضرة بمنافسة ترامب، هيلاري كلينتون، وعرض الروس إطلاقها بشكل مجهول كمساعدة لحملة ترامب. ومن أواخر يوليو إلى نوفمبر 2016، قامت جهود مشتركة بين مكتب التحقيقات الفيدرالي، ووكالة الاستخبارات المركزية (CIA)، ووكالة الأمن القومي (NSA) بفحص أدلة على تدخل روسي في الانتخابات الرئاسية. تمتع فريق مكتب التحقيقات الفيدرالي بدرجة كبيرة من الاستقلالية داخل التحقيق الأوسع بين الوكالات.
تم نقل عمل مكتب التحقيقات الفيدرالي في 17 مايو 2017 إلى تحقيق المستشار الخاص (Special Counsel investigation) الذي استمر من 2017 إلى 2019، وأسفر في النهاية عن تقرير مولر. خلص مولر إلى أن التدخل الروسي حدث بشكل "واسع ومنهجي"، وأن هناك روابط كبيرة بين الروس وحملة ترامب، لكن الأدلة المتاحة لم تثبت أن حملة ترامب "تآمرت أو تنسقت" مع الحكومة الروسية.
اتهم ترامب وحلفاؤه مرارًا وتكرارًا بأن تحقيق إعصار كروسفاير تم فتحه بناءً على ادعاءات كاذبة لأغراض سياسية. وجدت مراجعة لاحقة أجراها مفتش وزارة العدل مايكل إي. هورويتز، والتي صدرت بشكل محذوف في ديسمبر 2019، عدم وجود أدلة على أن التحيز السياسي ضد ترامب أثر على بدء التحقيق، لكنها وجدت أن مكتب التحقيقات الفيدرالي ارتكب 17 خطأ أو إغفالًا في طلباته للحصول على أوامر مراقبة من محكمة مراقبة الاستخبارات الأجنبية (FISA Court) لمراقبة مساعد ترامب السابق كارتر بيج.
في 23 يناير 2020، أعلنت وزارة العدل أن اثنين من أصل أربعة أوامر مراقبة صادرة من محكمة FISA غير صالحة. كما قال القاضي الفيدرالي جيمس إي. بوسبرغ إن المراقبة التي تم جمعها ضد بيج تفتقر إلى أساس قانوني. نتيجة لهذه القضية وقضايا أخرى أثارت تساؤلات حول أصول تحقيق إعصار كروسفاير، عين المدعي العام وليام بار جون دورهام، المدعي العام لمنطقة كونيتيكت، لقيادة تحقيق في هذا الشأن.
في 19 أغسطس 2020، اعترف محام سابق في مكتب التحقيقات الفيدرالي بتهمة تقديم بيان كاذب ناتج عن تعديله لرسالة بريد إلكتروني مرتبطة بأحد طلبات أوامر المراقبة الصادرة من محكمة FISA. في 19 أكتوبر 2020، عين بار دورهام كمستشار خاص، مما رفع مستوى التحقيق. عند إصدار تقريره النهائي، لم يوصِ دورهام بتوجيه تهم ضد أفراد جدد أو بتغييرات جذرية في كيفية إجراء مكتب التحقيقات الفيدرالي للتحقيقات المثيرة للجدل. ومع ذلك، انتقد مكتب التحقيقات الفيدرالي ووزارة العدل، قائلاً إنهما "فشلا في الوفاء بمهمتهما المهمة المتمثلة في الالتزام الصارم بالقانون فيما يتعلق ببعض الأحداث والأنشطة الموصوفة في هذا التقرير"، وجادل بأنه لم يكن ينبغي إطلاق تحقيق كامل، وهو ما يتعارض مع تحقيق مفتش وزارة العدل لعام 2019.

## الأصول
بعد العمل في حملة بن كارسون الرئاسية لعام 2016 كمستشار للسياسة الخارجية، غادر جورج بابادوبولوس، الذي أطلق عليه مكتب التحقيقات الفيدرالي اسم "إعصار التايفون" (Crossfire Typhoon)، حملة كارسون في فبراير 2016. في نفس الشهر، انتقل إلى لندن للعمل في مركز لندن لممارسة القانون الدولي (LCILP)، الذي كان مرتبطًا به لعدة أشهر. في 6 مارس، قبل عرضًا للعمل مع حملة ترامب. كجزء من واجباته مع LCILP، سافر في 12 مارس إلى جامعة لينك كامبوس في روما للقاء مسؤولين من الجامعة. خلال هذه الرحلة، التقى في 14 مارس بالبروفيسور المالطي جوزيف ميفسود وأخبره عن انضمامه إلى حملة ترامب. في 21 مارس، أخبرت حملة ترامب صحيفة واشنطن بوست أن بابادوبولوس كان واحدًا من خمسة مستشارين للسياسة الخارجية في حملة ترامب. أبدى ميفسود اهتمامًا أكبر ببابادوبولوس، والتقى به في لندن في 24 مارس مع امرأة روسية تدعي أنها "ابنة أخ بوتين".
سافر ميفسود إلى موسكو في أبريل 2016، وعند عودته أخبر بابادوبولوس أن مسؤولين روس يمتلكون "آلاف الرسائل الإلكترونية" التي يمكن أن تكون ضارة سياسيًا لهيلاري كلينتون. وفقًا لتقارير صحيفة مالطا توداي حول سجلات مكتب التحقيقات الفيدرالي، أخبر ميفسود مكتب التحقيقات الفيدرالي في مقابلاته في فبراير 2017 أنه لم يكن لديه معرفة مسبقة بامتلاك روسيا لرسائل إلكترونية من اللجنة الوطنية الديمقراطية، ولم يقدم أي عروض لبابادوبولوس. في 6 مايو، التقى بابادوبولوس بألكسندر داونر، الممثل السامي الأسترالي في بريطانيا، في حانة في لندن، وأخبره عن رسائل كلينتون الإلكترونية أثناء تناول المشروبات. بعد أن نشر ويكيليكس رسائل إلكترونية مسروقة من اللجنة الوطنية الديمقراطية (DNC) في 22 يوليو، نصحت الحكومة الأسترالية السلطات الأمريكية في 26 يوليو باللقاء بين داونر وبابادوبولوس. أدى تلقي هذه المعلومات إلى بدء مكتب التحقيقات الفيدرالي تحقيق إعصار كروسفاير في 31 يوليو.
في أواخر يوليو 2016، وفقًا لشهادته في مايو 2017 أمام لجنة الاستخبارات بمجلس النواب، قام مدير وكالة الاستخبارات المركزية (CIA) جون برينان بتشكيل مجموعة من المسؤولين من وكالة الاستخبارات المركزية (CIA)، ووكالة الأمن القومي (NSA)، ومكتب التحقيقات الفيدرالي (FBI) للتحقيق في تدخل روسيا. وفي مقابلة في يوليو 2017، وصف برينان هذا الجهد الجماعي بأنه "خلية اندماجية" (fusion cell). وفقًا لشهادته اللاحقة، قدم برينان لمكتب التحقيقات الفيدرالي أدلة تتعلق بـ"الاتصالات والتفاعلات بين مسؤولين روس وأشخاص أمريكيين مرتبطين بحملة ترامب"، والتي كانت خارج نطاق صلاحيات وكالة الاستخبارات المركزية لمتابعتها. وقال إن هذه المعلومات "شكلت الأساس لتحقيق مكتب التحقيقات الفيدرالي لتحديد ما إذا كان قد حدث مثل هذا التنسيق [أو] التعاون".
في مارس 2017، أكد مدير مكتب التحقيقات الفيدرالي جيمس كومي في جلسة استماع أمام الكونغرس أن مكتب التحقيقات الفيدرالي كان يحقق في تدخل روسيا كجزء من مهمته المضادة للاستخبارات. وأكد كذلك أن التحقيق يشمل الروابط بين أعضاء حملة ترامب والحكومة الروسية، و"ما إذا كان هناك أي تنسيق بين الحملة وجهود روسيا". وأضاف كومي في جلسة استماع أمام مجلس الشيوخ في يونيو أن الرئيس ترامب لم يكن تحت التحقيق شخصيًا إلا بعد مغادرة كومي لمكتب التحقيقات الفيدرالي.
في فبراير 2018، ذكرت مذكرة نونيز (Nunes memo)، التي كتبها موظفو النائب الأمريكي ديفين نونيز، أن "معلومات بابادوبولوس هي التي أطلقت تحقيق مكتب التحقيقات الفيدرالي المضاد للاستخبارات في أواخر يوليو 2016 من قبل عميل مكتب التحقيقات الفيدرالي بيت سترزوك"، بدلاً من ملف ستيل (Steele dossier) كما ادعى الرئيس دونالد ترامب، ونونيز، وعدة مقدمي برامج في قناة فوكس نيوز مثل تاكر كارلسون وشون هانيتي. وقد أكدت مذكرة الرد التي قدمها الديمقراطيون في لجنة الاستخبارات بمجلس النواب أن التحقيق قد بدأ في 31 يوليو 2016، وأشارت إلى أن مذكرات كريستوفر ستيل "لم تلعب أي دور في إطلاق التحقيق المضاد للاستخبارات حول تدخل روسيا وروابطها بحملة ترامب". وأضافت مذكرة الرد أن فريق التحقيق في مكتب التحقيقات الفيدرالي تلقى ملف ستيل فقط في منتصف سبتمبر، "لأن وجود التحقيق كان محاطًا بسرية تامة داخل مكتب التحقيقات الفيدرالي". وأفادت صحيفة نيويورك تايمز في أبريل 2019 أن المحققين تلقوا الملف في 19 سبتمبر 2016.
في أبريل 2018، أصدرت لجنة الاستخبارات بمجلس النواب، التي كانت تحت سيطرة الجمهوريين آنذاك، تقريرًا حول تدخل روسيا في انتخابات 2016، بالإضافة إلى الرد الأمريكي على ذلك. وأكد التقرير أن مكتب التحقيقات الفيدرالي (FBI) فتح تحقيقه المضاد للاستخبارات في أواخر يوليو 2016 "بعد تلقي معلومات سلبية عن مستشار السياسة الخارجية جورج بابادوبولوس".
في يونيو 2018، أصدر مكتب المفتش العام التابع لوزارة العدل الأمريكية تقريرًا حول تحقيقه المضاد في تحقيق مكتب التحقيقات الفيدرالي (FBI) في قضية بريد هيلاري كلينتون الإلكتروني. وجاء في التقرير: "في 31 يوليو 2016، بعد أسابيع فقط من انتهاء تحقيق ميديير (Midyear investigation) [في قضية كلينتون]، فتح مكتب التحقيقات الفيدرالي تحقيقه حول تدخل روسيا في الانتخابات الرئاسية الجارية [...] التحقيق الروسي، الذي تطرق إلى حملة المرشح آنذاك دونالد ترامب".
تقرير مولر الصادر عن تحقيق المستشار الخاص، الذي اكتمل في مارس 2019، ينص على أن معلومات بابادوبولوس حول امتلاك روسيا مواد مُضرة بكلينتون "دفعت مكتب التحقيقات الفيدرالي في 31 يوليو 2016 إلى فتح تحقيق حول ما إذا كان أفراد مرتبطون بحملة ترامب يتعاونون مع الحكومة الروسية في أنشطة تدخلها".
مراجعة أجراها مفتش وزارة العدل مايكل إي. هورويتز لتحقيق إعصار كروسفاير (Crossfire Hurricane) أسفرت عن تقرير صدر في ديسمبر 2019. وأشار التقرير إلى أن المعلومات التالية من حكومة أجنبية صديقة هي التي أطلقت التحقيق: جورج بابادوبولوس "أشار إلى أن فريق ترامب تلقى نوعًا من الاقتراح من روسيا بأنها يمكن أن تساعد في هذه العملية من خلال الإفراج المجهول عن معلومات خلال الحملة الانتخابية ستكون ضارة لهيلاري كلينتون (والرئيس أوباما)."
كما وجدت مراجعة هورويتز أن الاتصال الإلكتروني لمكتب التحقيقات الفيدرالي الذي أطلق التحقيق في بابادوبولوس ذكر أن بابادوبولوس "أدلى بتصريحات تشير إلى أنه على علم بأن الروس قدموا اقتراحًا لفريق ترامب بأنهم يمكنهم مساعدة حملة ترامب من خلال الإفراج المجهول عن معلومات خلال الحملة ستكون ضارة بحملة كلينتون."
تم استلهام الاسم الرمزي "إعصار كروسفاير" (Crossfire Hurricane) من السطر الافتتاحي لأغنية "Jumpin' Jack Flash" لفرقة رولينغ ستونز. وقد استخدمت حملة ترامب الانتخابية لعام 2016 أغنية أخرى لفرقة رولينغ ستونز، وهي "You Can't Always Get What You Want"، بشكل بارز في التجمعات الانتخابية وفي المؤتمر الوطني الجمهوري لعام 2016.

## التحقيقات
أصبحت مخاوف مكتب التحقيقات الفيدرالي واضحة بعد أن شارك برينان معلومات استخباراتية حول تدخل روسيا مع كومي في منتصف أغسطس 2016. وكان تحقيق مكتب التحقيقات الفيدرالي، الذي يحمل الاسم الرمزي "إعصار كروسفاير"، يتمتع بدرجة كبيرة من الاستقلالية عن الجهود المشتركة بين الوكالات للتحقيق في تدخل روسيا. وفقًا لتقرير لجنة الاستخبارات بمجلس النواب الصادر في أبريل 2018، فإن "خلية الاندماج (fusion cell) حول تدخل روسيا في الانتخابات، والتي كانت تتألف من محللين من وكالة الاستخبارات المركزية (CIA)، ومكتب التحقيقات الفيدرالي (FBI)، ووكالة الأمن القومي (NSA) [...] عملت حتى الانتخابات". كما ذكر التقرير أن خلية الاندماج نفسها توقفت عن العمل في منتصف نوفمبر 2016.
بعد تلقي معلومات بابادوبولوس من الحكومة الأسترالية، أفاد مكتب المفتش العام بأن "...الهدف التحقيقي الأولي لتحقيق إعصار كروسفاير كان تحديد الأفراد المرتبطين بحملة ترامب الذين قد يكونون في وضع يسمح لهم بتلقي العرض المزعوم للمساعدة من روسيا."(ص. 59) وقد فهمت لجنة الاستخبارات بمجلس الشيوخ أن فريق تحقيق إعصار كروسفاير ركز في البداية على تأكيد "من تحدث معهم بابادوبولوس بالضبط"، حيث "من غير المعقول أن بابادوبولوس لم يشارك هذا العرض مع أعضاء حملة ترامب."
استهدف تحقيق إعصار كروسفاير في البداية عدة أشخاص مرتبطين بحملة ترامب: بابادوبولوس، مايكل فلين، بول مانافورت، كارتر بيج، وروجر ستون.
خلال التحقيق، استخدم مكتب التحقيقات الفيدرالي خطابات الأمن القومي (national security letters) للحصول على سجلات الهواتف ومستندات أخرى. وكان عملاء مكتب التحقيقات الفيدرالي، الذين اعتقدوا أن ترامب سيخسر الانتخابات، واعين بادعاءات ترامب بأن الانتخابات مزورة ضده، حرصوا على ضمان عدم الكشف عن التحقيق علنًا، حيث خشوا أن يلوم ترامب هزيمته على الكشف عن التحقيق. ومع ذلك، بعد الانتخابات، أظهرت الرسائل النصية الشخصية في 15 ديسمبر 2016 من المحقق الرئيسي في مكتب التحقيقات الفيدرالي بيتر سترزوك إلى محامية مكتب التحقيقات الفيدرالي ليزا بيج، التي كان على علاقة بها، أن سترزوك كان على الأرجح على علم بما اعتبره تسريبات ذات دوافع سياسية من وكالات استخباراتية أخرى، على الرغم من أن الرسائل النصية أظهرت أن سترزوك وبيج كانا عادةً يتنسقان مع مكتب الصحافة في مكتب التحقيقات الفيدرالي بشأن الاتصالات العامة.
في 7 سبتمبر 2016، قامت أجهزة الاستخبارات الأمريكية بنقل معلومات إلى جيمس كومي، مدير مكتب التحقيقات الفيدرالي (FBI)، وبيتر سترزوك، نائب المدير المساعد لمكافحة التجسس، تفيد بأنه في أواخر يوليو 2016، قام جون برينان، مدير وكالة الاستخبارات المركزية (CIA) آنذاك، بإطلاع الرئيس باراك أوباما على أن أجهزة الاستخبارات الأمريكية لديها مؤشرات تفيد بأن الاستخبارات الروسية كانت تدعي أن مرشحة الرئاسة الأمريكية هيلاري كلينتون قد اختلقت خطة لإثارة فضيحة تربط بين المرشح ترامب وفلاديمير بوتين، واختراق بريد اللجنة الوطنية الديمقراطية (DNC)، وإطلاق ويكيليكس للرسائل الإلكترونية المسروقة.
يشير تقرير مكتب المفتش العام الصادر في يونيو 2018 إلى أن بيتر سترزوك، ليزا بيج، "وعدة آخرين من تحقيق ميديير [الذي أجراه مكتب التحقيقات الفيدرالي حول هيلاري كلينتون] تم تعيينهم للعمل في تحقيق روسيا، الذي [أخبرنا المكتب] أنه كان نشطًا للغاية خلال شهري سبتمبر وأكتوبر [2016]." تم تعيين سترزوك "لقيادة تحقيق روسيا في أواخر يوليو 2016"، وكان إي. دبليو. بريستاب يشغل دورًا إشرافيًا على تحقيق روسيا خلال فترة زمنية غير محددة.
استمر عمل هذا التحقيق حتى مايو 2017. وفي مايو 2019، أخبر رئيس لجنة الاستخبارات بمجلس النواب آدم شيف صحيفة واشنطن بوست أنه بعد إقالة كومي، لم يعد أعضاء الكونغرس يتلقون إحاطات حول حالة تحقيق مكتب التحقيقات الفيدرالي المضاد للاستخبارات حول شركاء ترامب، على الرغم من التحقيقات الجنائية المتعددة التي نتجت عنه.:328

##### أوامر مراقبة FISA
قام مكتب التحقيقات الفيدرالي (FBI) بمراقبة كارتر بيج بموجب أمر صادر بموجب قانون مراقبة الاستخبارات الأجنبية (FISA) بدءًا من عام 2013 أو 2014، بسبب مخاوف من أن الاستخبارات الروسية كانت تحاول تجنيده. أعلن ترامب ترشحه للرئاسة في يونيو 2015، وانضم بيج إلى حملته في 21 مارس 2016. بعد أن أبلغ مايكل إيسيكوف من موقع "ياهو! نيوز" في 23 سبتمبر 2016 أن بيج كان تحت التحقيق من قبل أجهزة الاستخبارات الأمريكية بسبب اتصالاته مع عملاء روس، غادر بيج على الفور حملة ترامب، بينما نفى متحدثان باسم الحملة أنه كان جزءًا منها.
خلال صيف 2016، قدم مكتب التحقيقات الفيدرالي طلبًا للحصول على أمر مراقبة لأربعة أعضاء من حملة ترامب، ولكن تم رفض هذا الطلب من قبل محكمة FISA لكونه واسعًا جدًا. وفي 21 أكتوبر 2016، قدم مكتب التحقيقات الفيدرالي طلبًا جديدًا لأمر مراقبة FISA لبيج وحده، معبرًا عن اعتقاده بأن الحكومة الروسية كانت تتعاون مع بيج وربما آخرين مرتبطين بحملة ترامب، وأن بيج كان هدفًا لتجنيد من قبل أجهزة الاستخبارات الروسية. تم تقديم المبررات الداعمة لهذا الأمر جزئيًا بناءً على أنشطة بيج السابقة، وجزئيًا على اعتراضات الاتصالات الروسية أو مصادر استخباراتية بشرية سرية، وجزئيًا على "ملف" يحتوي على نتائج استخباراتية خام جمعها العميل البريطاني السابق في MI6 كريستوفر ستيل.
زعم ملف ستيل (Steele dossier) أن بيج كان مصدر فكرة تسريب رسائل البريد الإلكتروني للجنة الوطنية الديمقراطية (DNC emails)، وأنه كان يتفاوض على الحصول على حصة في شركة روزنفت (Rosneft) مقابل رفع ترامب العقوبات ضد روسيا في حال فوزه بالانتخابات. كشف الطلب أن الملف تم تجميعه من قبل شخص "من المحتمل أنه كان يبحث عن معلومات يمكن استخدامها لتشويه سمعة" حملة ترامب، لكنه لم يكشف أنه تم تمويله بشكل غير مباشر كجزء من أبحاث المعارضة من قبل اللجنة الوطنية الديمقراطية (DNC) وحملة كلينتون. كان ستيل قد عمل سابقًا مع مكتب التحقيقات الفيدرالي واعتبر موثوقًا به.
تم توقيع الطلب من قبل كومي ونائبة المدعي العام سالي ييتس، وأصدرت القاضية روزماري إم. كوليير الأمر، مستنتجة أن هناك سبب محتمل للاعتقاد بأن بيج كان عميل أجنبي يشارك عن علم في أنشطة استخباراتية سرية لصالح الحكومة الروسية. تم تجديد أمر المراقبة على بيج ثلاث مرات، كل مرة لمدة 90 يومًا إضافية. تم إصدار التمديدات من قبل ثلاثة قضاة مختلفين في محكمة المقاطعة: مايكل دبليو. موسمان، وآن سي. كونواي، وريموند جيه. ديري. تم توقيع التمديدين الأولين من قبل كومي، والتمديد الأخير من قبل نائبه أندرو مكابي بعد إقالة كومي. بالإضافة إلى ذلك، وقع المدعي العام بالإنابة دانا بوينتي على التمديد الأول، ووقع نائب المدعي العام رود روزنستاين على التمديدين الأخيرين.